# Волосатик
Волоса́тик, также Во́лосы Вене́ры или Стре́лы Аму́ра — разновидность кварца с тончайшими волосовидными или игольчатыми включениями кристаллов рутила, актинолита, горного льна, гётита или, реже, шерла (чёрного турмалина). Рутил в крупных кристаллах имеет чёрную или бурую окраску, в тонких игольчатых — золотисто-жёлтую разных оттенков, иногда оранжевую, с сильным алмазным блеском; такие включения своим блеском напоминают золото.
В тех случаях, когда включения в кварце представлены тончайшими пластинками слюды, гематита или других чешуйчатых минералов, такого рода камни носят название «авантюрин». Бо́льшая часть подобного материала представляет собой не собственно кварц, а его поликристаллический агрегат — кварцит.:375-376

## Применение и история
Рутиловый волосатик бывает необычайно красив, в связи с чем его используют в ювелирном деле (в виде кабошонов). Красивые вставки с хорошим расположением вростков традиционно имели очень высокую цену. Так, Михаил Пыляев писал, что в последней четверти XIX века за вставку в 8-10 линий величиною платили до 50 рублей и выше.:211
У восточных народов этот камень считался самым драгоценным, наряду с мифическим камнем философским, причём, кварц-волосатик особо ценился верующими из числа мусульман. Иголочки рутила, запаянные в прозрачном кристалле горного хрусталя, считались у них священными волосами из бороды халифа Али.:117 Путешественник Арминий Вамбери свидетельствовал, что основным занятием жизни для многих дервишей ещё и в XIX веке были постоянные поиски волосатика или философского камня. Очень часто около старых развалин и так называемых «заколдованных мест» можно было повстречать истощённого, полусумасшедшего с виду дервиша, который по целым дням и даже месяцам роется среди обломков, не вызывая ни у кого удивления.:212

## Месторождения
Волосатик ювелирного качества в виде крупных (до 20-30 см) кристаллов кварца с обильными включениями рутила добывают в большом количестве в Бразилии и в прошлом веке добывали на Приполярном Урале. Некоторые из таких кристаллов высоко ценятся как коллекционный материал. Волосатик с включениями чёрного турмалина встречается на Северном Урале, в Бразилии, в Пакистане; с гётитом — в Прибалхашье (южный Казахстан).